# Joaquim Mourão Garcez Palha
Joaquim Mourão Garcez Palha (8 de agosto de 1775 — 26 de julho de 1850) foi um político português, o 48º governador de Macau (1825–1827) e o 90º governador da Índia portuguesa (1843–1844).